# Batone (comico)
Batone (in greco antico: Βάτων?, Bátōn; fl. III secolo a.C.) è stato un commediografo greco antico, attivo nel III secolo a.C.

## Opere
Non abbiamo opere di questo esponente della Commedia nuova, che era stato contemporaneo di Cleante. Proprio Cleante sarebbe stato ridicolizzato da Batone secondo un aneddoto riferito da Plutarco. Restano quattro titoli delle sue opere: I cospiratori, L'assassino, I benefattori e L'etolo. Alcuni dei frammenti conservati sbeffeggiano gli insegnamenti epicurei sul bene e sul piacere.

## Edizioni dei frammenti
- (GRC, LA) Theodor Kock, Comicorum Atticorum fragmenta, vol. 3, Leipzig, Teubner, 1888,  pp. 326-330.
- A. Meineke, Fragmenta comicorum Graecorum, vol. 4. Berlin, Reimer, 1841 (repr. De Gruyter, 1970), pp. 499-504.